# نابرة (يهر)

تعديل مصدري - تعديل

نابرة هي إحدى قرى عزلة يهر بمديرية يهر التابعة لمحافظة لحج، بلغ تعداد سكانها 172 نسمة حسب تعداد اليمن لعام 2004.